# Alberto Javier González
Javier González (Capital Federal, Argentina, 13 de abril de 1971) es un exfutbolista argentino. Jugaba de defensor central y se retiró en Estudiantes de Caseros.

## Trayectoria
Dio sus primeros pasos en Deportivo Armenio, luego bajo una categoría para jugar en Estudiantes (BA), donde logró su primer ascenso al Nacional B, tuvo un breve paso por San Martín (SJ) y luego inicia su segunda etapa en Estudiantes (BA) consiguiendo un nuevo ascenso a la Primera B Nacional. Sus buenas actuaciones en el equipo de Caseros lo llevan a hacer su única experiencia internacional en el Club Jorge Wilstermann de Bolivia equipo que ganó la Liga de Fútbol Profesional Boliviano en el año 2000. Luego vuelve a Argentina y deambula por varios equipos del ascenso como Defensores de Belgrano, Estudiantes (BA), Los Andes y Atlanta. En el año 2006 vuelve a Estudiantes (BA) consiguiendo el Torneo Apertura de la Primera B Metropolitana. En 2007 pone fin a su carrera en Estudiantes (BA). Hasta el año 2010 se desempeñó como mánager del Club Atlético Estudiantes, debido a una disputa con el presidente de entonces decidió dejar su cargo. El 12 de diciembre de 2014, mediante la Agrupación Negra y Blanca, lanzó su candidatura a la presidencia del Club Atlético Estudiantes. Sin embargo, no resultó ganador en las elecciones de dicha institución.

## Clubes
| Club                   | País      | Año       |
| ---------------------- | --------- | --------- |
| Deportivo Armenio      | Argentina | 1989-1995 |
| Estudiantes (BA)       | Argentina | 1995-1996 |
| San Martín (SJ)        | Argentina | 1996-1998 |
| Estudiantes (BA)       | Argentina | 1998-2000 |
| Jorge Wilstermann      | Bolivia   | 2000-2001 |
| Defensores de Belgrano | Argentina | 2001-2002 |
| Estudiantes (BA)       | Argentina | 2002-2004 |
| All Boys               | Argentina | 2004      |
| Los Andes              | Argentina | 2005      |
| Atlanta                | Argentina | 2005-2006 |
| Estudiantes (BA)       | Argentina | 2006-2007 |

## Logros
| Título                               | Club              | País      | Año  |
| ------------------------------------ | ----------------- | --------- | ---- |
| Primera B (Segundo Ascenso)          | Estudiantes (BA)  | Argentina | 1996 |
| Primera B                            | Estudiantes (BA)  | Argentina | 2000 |
| Liga de Fútbol Profesional Boliviano | Jorge Wilstermann | Bolivia   | 2000 |
| Primera B (Torneo Apertura)          | Estudiantes (BA)  | Argentina | 2006 |